# Deceanglos

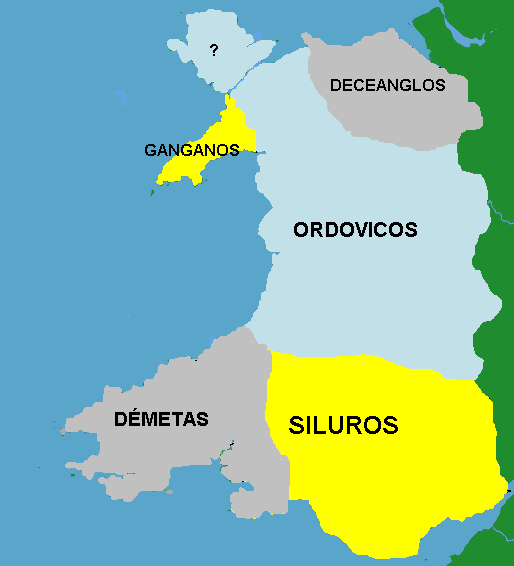
Tribus de Gales durante la invasión romana. La posición exacta de las fronteras es motivo de debate.

Los deceanglos o deceangos fueron una de las tribus celtas que habitaron en Britania antes de la conquista romana de la isla. Los deceanglos habitaban en el norte de Gales, aunque no se sabe si sus posesiones se extendían sólo a lo largo de las regiones de Flintshire y Denbighshire, en el norte de Gales, o si se extendían más hacia el oeste. 
El primer ataque romano a las tribus galesas se produjo en el año 48, cuando Publio Ostorio Escápula, el gobernador de la provincia, marchó sobre los deceanglos. Las evidencias historiográficas y arqueológicas halladas en la zona muestran que los deceanglos se rindieron sin mostrar apenas resistencia, todo lo contrario que sus vecinos, los siluros y los ordovicos. No parece que los romanos construyeran ninguna colonia en los territorios de esta tribu, aunque la fortaleza de Canovium (Caerhun) se erigió en el área adyacente a las tierras de los deceanglos y pudo haber contenido una población civil de considerable tamaño. 
El nombre de «deceanglos» se preservó en la lengua galesa bajo el nombre de «Tegeingl» y sirvió para designar la región que cubría gran parte de Flintshire.